# Anne (Estonia)
Anne – wieś w Estonii, w prowincji Võru, w gminie Antsla.